# Fenocryst

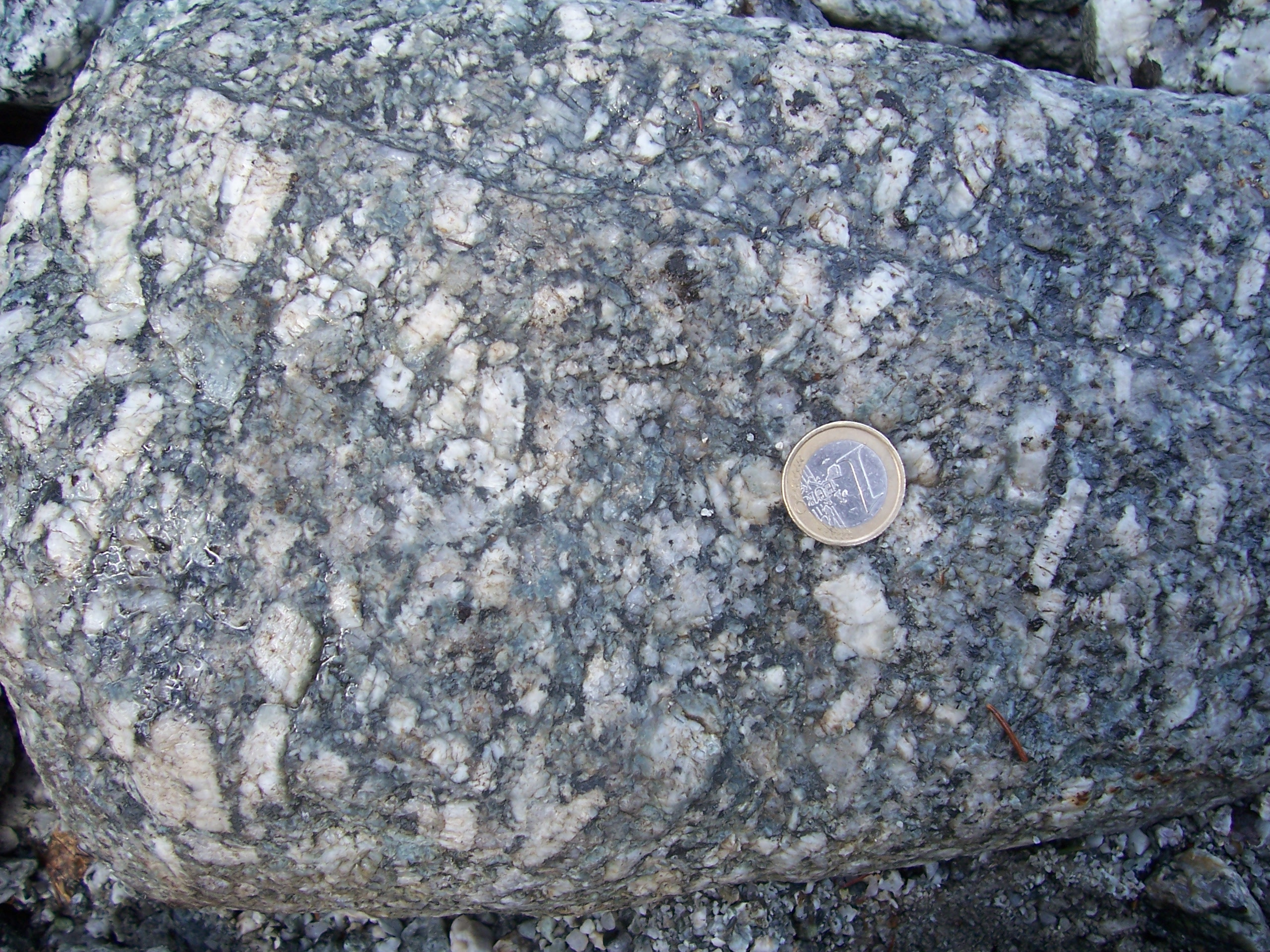
Granieten hebben vaak grote veldspaatfenocrysten. Deze graniet, in het Mont Blanc-massief in Zwitserland, heeft grote witte fenocrysten (waarschijnlijk een vaste oplossing tussen albiet en anorthiet, trikliene mineralen die in aansnede trapezia vormen). Ook komen vaak rozige kaliveldspaat-fenocrysten voor in granieten.

Fenocrysten zijn kristallen van een mineraal in een stollingsgesteente die een duidelijk groter formaat hebben dan de omringende grondmassa. De samenstelling van fenocrysten kan variëren, de term zegt iets over de textuur van gesteente, niet over de mineraalinhoud. Een gesteente dat fenocrysten bevat in een fijnere grondmassa wordt porfirisch genoemd. Doorgaans zijn fenocrysten de eerst uitkristalliserende mineralen volgens de Bowen-reactiereeks in een magma. Een bekend gesteente dat fenocrysten bevat, is Rapakivi, een variëteit van graniet.
Kristallen van een duidelijk groter formaat in metamorfe gesteenten worden geen fenocrysten maar porfyroblasten genoemd.